# Mayo Thompson
Pour les articles homonymes, voir Thompson.
 (juillet 2023).
Si vous disposez d'ouvrages ou d'articles de référence ou si vous connaissez des sites web de qualité traitant du thème abordé ici, merci de compléter l'article en donnant les références utiles à sa vérifiabilité et en les liant à la section « Notes et références ».
Mayo Thompson, est né le 26 février 1944 à Houston (Texas), est un musicien et plasticien américain, surtout connu en tant que leader du groupe de rock expérimental Red Krayola.
Un album est sorti sous son nom propre Corky's debt to his father (texas revolution, 1970; 2 fois réédité), sur lequel il est accompagné de musiciens de studio et que beaucoup considèrent comme un joyau de la première période du Red Crayola, dix chansons très lyriques.
Au début des années 1970, il a vécu à New-York où il a été l'assistant de Robert Rauschenberg, avant de déménager pour Londres et de rejoindre le collectif d'art-conceptuel Art and Language.
Il a participé aux débuts de l'aventure de Rough Trade Records avec Geoff Travis qui lui demanda de produire certains disques; il est crédité sur les disques de groupes influents mais alors débutants comme The Fall, Stiff Little Fingers, The Raincoats, Cabaret Voltaire, Kleenex, etc.  Durant les années 1980, il a été membre du  groupe d'art rock avant-gardiste américain, Pere Ubu.
Mayo Thompson est aussi un critique d'art et de 1994 à 2008, il a enseigné à l'Art Center College of Design à Pasadena en Californie, état où il vit désormais depuis 2009. 
En 2012, The Red Krayola a participé avec une installation et des concerts à la biennale du Whitney Museum of American Art. Du 8 octobre au 7 novembre 2015, une exposition d'œuvres plastiques de Mayo Thompson (dessins du début des années 70, peintures sur papier récentes et une sculpture) a été présentée à la galerie Greene Naftali de New York .